# Nevena
Nevena est un prénom féminin d'origine celtique, dérivé du breton "neñv" qui signifie "ciel". Son diminutif est Venaig (prononcer "Vé-na-ick"). Les Nevena sont fêtées le 6 avril.